# Sociedad Deportiva Reocín
La Sociedad Deportiva Reocín fue un equipo de fútbol de Reocín (Cantabria) España. El equipo dejó de competir en 2020 entre acusaciones de robos, desfalco y deudas con los bancos y otras entidades. Tras la desaparición del club de las competiciones deportivas se crea en Reocín el Atlético Mineros de Reocín.

## Historia
- Temporadas en 1.ª: 0
- Temporadas en 2.ª: 0
- Temporadas en 2.ªB: 0
- Temporadas en 3.ª: 15 (1986-87 a 1990-91, 1997-98, 2002-03 a 2010-11)

## Palmarés

### Trofeos oficiales
- - Subcampeón de la fase autonómica de Cantabria de la Copa RFEF (1): 2004-05.
- Primera Regional (1): 1984-85
  - Subcampeón del Torneo Federación (1): 1981
- Mejor puesto en Tercera: 4.º (2002-03)
- Peor puesto en Tercera: 20.º (1990-91, 1997-98 y 2010-11)

### Trofeos amistosos
- Subcampeón del Trofeo Ayuntamiento de Reocín (1): 1978[3]

## Uniforme
- Primer uniforme: camiseta, pantalón y medias verdes.
- Segundo uniforme: camiseta roja, pantalón y medias negras.

## Terrenos de juego
El Reocín ha utilizado durante la mayor parte de su historia el campo de fútbol municipal Pepín Cadelo de Puente San Miguel, con capacidad para 4000 espectadores.
La temporada 2012-13 el equipo sénior masculino utilizó varios terrenos de juego: el campo municipal La Vidriera (Vioño de Piélagos), el campo de fútbol municipal Nuevo San Lázaro de Pontejos (Marina de Cudeyo), el campo municipal de El Crucero (Revilla de Camargo), el campo municipal de San Román (San Román de la Llanilla) y el Campo B del Complejo Municipal de Deportes de La Albericia, estos dos últimos en Santander.

## Filial
El club mantuvo un equipo filial entre las campañas 2002-03 y 2008-09, alcanzando la Regional Preferente.
- Temporadas del Reocín B:
  - 2002-03: Primera Regional (1.º del Grupo 1, 4.º en la fase de ascenso)
  - 2003-04: Primera Regional (1.º del Grupo 2, cae en la primera eliminatoria de la fase de ascenso)
  - 2004-05: Primera Regional (2.º del Grupo 1, cae en la primera eliminatoria de la fase de ascenso)
  - 2005-06: Primera Regional (3.º)
  - 2006-07: Regional Preferente (13.º)
  - 2007-08: Regional Preferente (10.º)
  - 2008-09: Regional Preferente (17.º)

## Equipo femenino
El club tiene una sección de fútbol femenino que nació en la temporada 2001-2002 de la mano de José Ramón Martínez Quijano,su fundador, siendo el único equipo de fútbol femenino en Cantabria y el pionero del fútbol mixto en el año 1995 a nivel nacional. Tuvo un acuerdo de colaboración con el Racing de Santander y militó en la Superliga, la máxima categoría, en la que debutó la temporada 2010-11 tras imponerse en la fase de ascenso al Extremadura y al Oiartzun. La temporada 2010-11 logra la permanencia en Superliga, clasificándose además para disputar la Copa de la Reina, donde cae en Octavos de final frente al Barcelona (4-1 en la Ciudad Condal y 0-3 en Puente San Miguel).
De forma polémica, el equipo pasó a depender de la EDM Reocín, amparándose en el convenio de fililidad que existía entre las dos entidades, estando en la actualidad el debate en un juicio en Majadahonda (Madrid) por haberse permitido tal absorción sin existir contrato de cesión por medio. En el mes de agosto de 2012, la resolución del juzgado de Majadahonda(Madrid), Real Federación Española de Fútbol y Federación Cántabra de Fútbol, ha resuelto devolver a la SD Reocín el equipo femenino[cita requerida].
Temporadas del Reocín femenino:
- 2001-02: Primera Nacional (9.º, Grupo II)
- 2002-03: Primera Nacional (5.º, Grupo II)
- 2003-04: Primera Nacional (10.º,Grupo II)
- 2004-05: Primera Nacional (4.º, Grupo II)
- 2005-06: Primera Nacional (3.º, Grupo II)
- 2006-07: Primera Nacional (1.º, Grupo II)Fase de Ascenso
- 2007-08: Primera Nacional (2.º, Grupo II)
- 2008-09: Primera Nacional (2.º, Grupo II)
- 2009-10: Primera Nacional (1.º, Grupo II)
- 2010-11: Superliga  (6.º, Grupo A - Primera Fase; 3.º, Grupo B - Segunda Fase)
- 2011-12: Superliga  (18.º)
- 2012-13: Segunda División (9.º, Grupo V)
- 2013-14: Segunda División (4.º, Grupo II)